# Paul Hörmann
Paul P. Hörmann (* 2. August 1967 in Hilversum, Niederlande) ist ein niederländischer Opernsänger (Tenor), Schauspieler und Produzent.

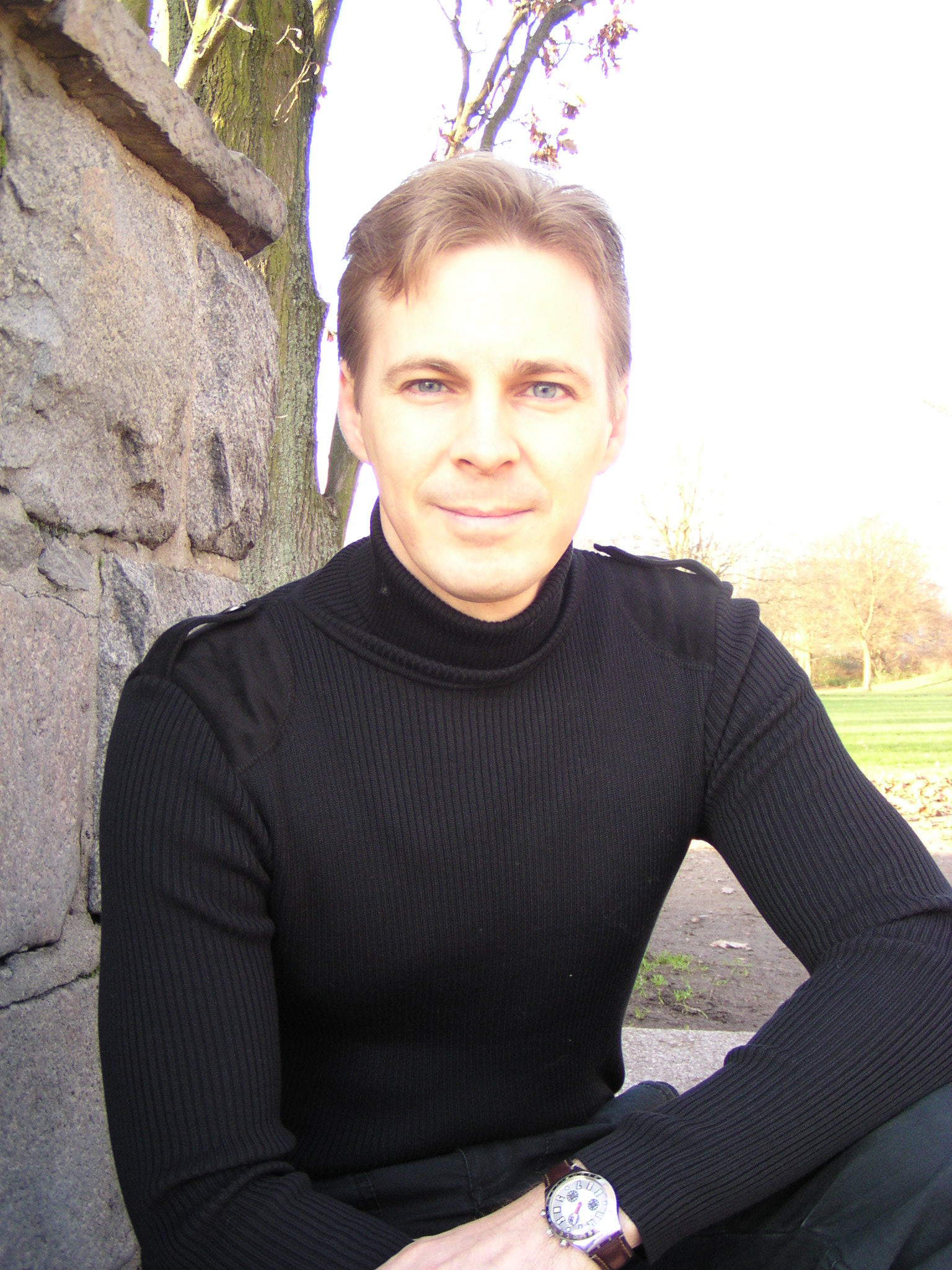
Selfi im Hamburger Park

## Leben
Er studierte Gesang (Konzert/Oper) am Konservatorium von Utrecht und hat mit zahlreichen Konzerten, Oper- und Musiktheateraufführungen weltweit Erfahrung gesammelt. Als Darsteller des Erich Collin in Comedian Harmonists Teil 2 (Uraufführung im Februar 2005) war er mehrere Jahre mit dem Theater am Kurfürstendamm in Berlin und dem Theater Bielefeld unterwegs. Hörmann gastierte unter anderem im Bostoner Cutler MajesticTheatre, im Konzerthaus Berlin, im Schlosstheater im Neuen Palais in Potsdam und in der Berliner Philharmonie. Im Sommer 2014 war er bei den Luisenburg-Festspielen Wunsiedel engagiert als „Ari Leschnikoff“, 1. Tenor in der Theaterproduktion Comedian Harmonists.
2007 gründete er das Solisten-Ensemble Tchap und organisierte zusammen mit dem New European Festival eine Konzertserie mit Tchap und dem Minsk Orchestra. Das Ensemble trat in Deutschland, Österreich, Belgien, der Niederlande und Monaco auf. Eine Aufnahme von Tchap ist zu hören im polnischen Kinofilm Miasto 44. Der Name der Gruppe wurde 2018 geändert in „Berlin Singsman“. Zusammen mit den Orpheus Salonorchester – unter Leitung von Wolfram Korr – konzertiert Berlin Singsmen jährlich im großen Saal des Konzerthaus Berlin als „Christmas Harmonists“.
Mit Kinder-von-Heute initiierte Paul Hörmann ein besonderes Projekt in der Region Fichtelgebirge. Flüchtlingskinder wie deutsche schreiben Geschichten und Gedichte über Themen wie Flucht, Heimat und Familie sowie Zukunft.
Mit seinem Unternehmen Interperform Creations UG ist er seit 2015 als Trainer und Partner Organisation an dem europäisch geförderten Netzwerk Chibow (Children born of war) beteiligt. Dieses Netzwerk besteht aus jungen Wissenschaftlern, Partner-Instituten und Partner-Organisationen aus   Europa, das von  Sabine Lee zusammen mit der Projekt Managerin Amy Wilkins von der Universität Birmingham koordiniert wird.
Hörmann ist Initiativnehmer und Leiter des „Neujahrsschwimmen Fichtelgebirge“, das im Winter 2016 anfing.
Er ist verheiratet mit der Opernsängerin Hye-Eun Lee. Die beiden leben zusammen mit ihren zwei Kindern in Berlin-Charlottenburg.